# Casa Ferrer Joanet
La Casa Ferrer Joanet és una obra de la Vall de Boí (Alta Ribagorça) protegida com a Bé Cultural d'Interès Local.

## Descripció
Unitat tipològica familiar, agrícola, ramadera i residencial, formada per casa, paller, cobert, estable i era.
La casa, que és de grans dimensiona, té tres pisos d'alçada i té la planta rectangular. Disposa de petites obertures.
L'era es troba orientada a ala banda de migdia i, el paller, és obert i presenta una coberta de només una vessant.
El cobert es tanca amb un fustam i l'estable s'ubica a la part inferior del paller.